# Pertold Tvorkovský z Kravař
Pertold Tvorkovský z Kravař (asi 1565 – 16. prosince 1634 Olomouc) byl slezský šlechtic z rodu Tvorkovských z Kravař. Byl královským radou Českého království, zemským místodržícím, sudím a hejtmanem Opavského knížectví.

## Životopis
Narodil se jako syn Mikuláše Tvorkovského z Kravař a jeho manželky Anny Bruntálské z Vrbna. jeho manželkou byla Kateřina Bruntálská z Vrbna. S manželkou měli děti Marií, Pertolda, Hynka Václava a Juditu Barboru. Byl majitelem panství Raduň, Suché Lazce, Hrabyně. Vyznáním byl katolík. V roce 1595 byl mezi Podvihovem a Pustou Polomí zastřelen opavský hejtman Ondřej Bzenec z Markvartic, podezřelý byl Pertold Tvorkovský, možným důvodem mohla být pověst velmi agresivního člověka. Nikdy nedošlo k jeho obvinění. V roce 1607 byl jmenován císařem Rudolfem II. nejvyšším sudím Opavského knížectví. Ve stejném roce mu zemřela jeho druhá manželka Kateřina Bruntálská z Vrbna. V roce 1610 se stal opavským zemským hejtmanem. Na funkci v lednu 1620 rezignoval. V červnu 1621 byl protestantským vojskem Jana Jiřího Krnovského odvlečen do Uher, kde jej chtěli prodat do otroctví. Teprve po uzavření košického míru jej Gabriel Betlen propustil. Za svou věrnost Habsburkům byl v roce 1622 opět jmenován do funkce opavského zemského hejtmana a nejvyššího komorníka.